# 一條房通
一條房通（日语：／ Ichijō Fusamichi；1509年—1556年12月1日）是战国时代的公卿。他是土佐一條氏的第二代当主一條房家的次子。他成为他大叔父一條冬良的女婿和养子，并担任一条家的第11代当主。他曾担任是從一位（官位中的最高级别）關白 、左大臣和内览。

## 经历
永正14年（1517年）4月30日，以九岁的年龄举行元服礼。他被授予正五位的官位。同年晋升为從四位上、右少将和左中将，并在随后的永正15年（1518年）晋升为從三位。
天文14年（1545年）6月2日，像他的养父冬良一样成为關白（直至天文17年（1548年）12月27日）。是自土佐一条氏的创始人教房以来、冬良的兄长和房通本人成为关白的第二次。
天文15年（1546年），受细川氏纲的命令占领并统治京都的细川国庆为确保军费，试图强制从京都市中收取地租。面对这情况，一条房通与中御門宣胤和山科言継共同计划使用武力进行抗议，并得到室町幕府的奉公眾和民众的支持。由于这些动向呼应了房通的行动，国慶被迫放弃强制征收的计划。
另外，由于土佐一条氏的一条房基和兼定等幼小的继承人接连出现，一条房通在天文12年（1543年）前往土佐國担任代理当主，负责处理政务事务。
弘治2年（1556年）过世。享年48岁。

## 系谱
- 父亲：一條房家（1475/1477-1539）
- 母亲：家中之妇 - 源惟氏之女
- 养父：一條冬良（1464-1514）
- 妻子：一條冬良的女儿
  - 男：一條兼冬（1529-1554）
- 生母不详的孩子
  - 第二个儿子： 一條內基（1548-1611）
- 养子
  - 男：一條兼定（1543-1585）-一条房基之子

## 脚注
1. ↑  『言継卿記』天文16年正月10日－14日各日条。
2. ↑  馬部隆弘「細川国慶的上洛戦与京都支配」（初出:『日本史研究』第623号（2011年）/所収:馬部『戦国期細川権力的研究』（吉川弘文館、2018年） ISBN 978-4-642-02950-6）2018年、P615-616.
3. ↑  『一揆与戦国大名』年表。

## 出典
- 久留岛典子（日语：久留島典子）『一揆与戦国大名』（讲谈社, 2001年）